# Странное дело дяди Гарри
«Странное дело дяди Гарри» (англ. The Strange Affair of Uncle Harry) — фильм нуар режиссёра Роберта Сиодмака, вышедший на экраны в 1945 году. В основу фильма положена популярная бродвейская пьеса Томаса Джоба «Дядя Гарри».
Фильм рассказывает о дизайнере текстильной фабрики в небольшом американском городке (Джордж Сэндерс), который влюбляется в свою коллегу (Элла Рейнс) и собирается на ней жениться, против чего восстаёт одна из его сестёр (Джеральдин Фицджеральд), которая привыкла жить за его счёт.
После этой картины Роберт Сиодмак снял целую серию отличных фильмов нуар, самыми значимыми среди которых стали «Убийцы» (1946), за которую Сиодмак был номинирован на Оскар как лучший режиссёр, «Винтовая лестница» (1945) и «Крест-накрест» (1949). Это была третья совместная работа Сиодмака с актрисой Эллой Рейнс, которая за год до того исполнила главные женские роли в его фильмах нуар «Подозреваемый» (1944) и «Леди-призрак» (1944). Наиболее заметными картинами с участием Джорджа Сэндерса стали «Ребекка» (1940) и «Иностранный корреспондент» (1940) Альфреда Хичкока, «Портрет Дориана Грея» (1945), «Всё о Еве» (1950), за роль в котором он был удостоен Оскара, а также фильм нуар «Пока город спит» (1956).

## Сюжет
Гарри Мелвиль Куинси (Джордж Сэндерс) живёт в небольшом городке Коринф в штате Нью-Гемпшир на северо-востоке США. Он последний представитель когда-то самого знатного рода в их городке, который обанкротился во время Великой депрессии. Интеллигентный и приятный в общении, Гарри работает дизайнером на текстильной фабрике Уоррена, где молодежь обращается к нему просто Дядя Гарри. Гарри холостяк, и живёт вместе с двумя сёстрами — Летти (Джеральдин Фицджеральд) и Хестер (Мойна Макгилл). Некрасивая старшая сестра Хестер ведёт домашнее хозяйство и много работает по дому. Летти, наоборот, молода и красива, но не хочет ничего делать. Изображая постоянные приступы болезни, она целые дни напролёт проводит в постели, читая стихи и романы.
Однажды на фабрику приезжает молодая и привлекательная сотрудница нью-йоркского офиса компании Дебора Браун (Элла Рейнс). Между ней и Гарри стразу возникает духовная близость и взаимная симпатия, они начинают встречаться и вскоре влюбляются друг в друга. Чтобы постоянно быть с Гарри, Дебора решает переехать в Коринф. Спустя некоторое время Дебора сообщает Гарри, что владелец фабрики и её босс Джон Уоррен приглашает её в деловую поездку по Европе. Нежелание отпускать Дебору подталкивает Гарри сделать ей предложение. После свадьбы Гарри и Дебора планируют поселиться в семейном доме Куинси, но для этого Летти и Хестер должны найти себе новое жилье. Хестер счастлива помолвке Гарри и быстро находит для себя подходящий вариант. Летти же не хочет допустить брака Гарри из вредности, ревности, а также потому, что он разрушит столь комфортный для неё образ жизни. Под разными предлогами она отказывается от всех предложенных ей вариантов проживания.
Проходит несколько месяцев, но Гарри и Дебора всё ещё не могут пожениться. Они понимают, что единственным выходом для них является уехать в Нью-Йорк и пожениться там. Чтобы не дать Гарри сбежать, Летти разыгрывает очередной приступ болезни и попадает в больницу. Понимая, что это всего лишь уловка, Дебора настаивает на том, чтобы Гарри сделал окончательный выбор между Летти и ей. Опасаясь, что его сестре грозит смертельная опасность, Гарри выбирает сестру, и они расстаются, казалось бы, навсегда. Некоторое время спустя Куинси узнаёт, что Дебора в Нью-Йорке выходит замуж за Джона Уоррена. Узнав о свадьбе Деборы, Летти радостно встаёт с постели и ликует, за что Хестер строго осуждает её в присутствии Гарри. Он наконец понимает, что Летти его обманула со своей болезнью и умышленно расстроила его брак. Гарри вспоминает, что некоторое время назад Летти покупала яд для того, чтобы усыпить их старую и больную собаку, и решает отравить Летти.
Однажды вечером в столе Летти он находит этот яд и подливает его в порцию предназначенного для неё горячего шоколада. Однако по ошибке Хестер выпивает эту порцию шоколада и умирает. Подозрение в убийстве падает на Летти, так как яд хранился у неё, кроме того, домработница подтверждает, что она постоянно ссорилась с сестрой. Гарри решает воспользоваться таким поворотом событий и не выдавать себя. Местные жители также уверены в том, что это Летти отравила сестру, такое же решение выносят и присяжные. В результате Летти приговаривают к смертной казни через повешение. Гарри не может перенести того, чтобы сестра была казнена за его преступление, и приносит письменное признание начальнику тюрьмы. Однако тот считает, что Гарри таким образом просто пытается выгородить сестру и взять на себя чужую вину или хотя бы отсрочить приведение приговора в исполнение. Тогда Гарри добивается встречи с Летти, утверждая, что после их разговора появятся доказательства его виновности в преступлении. Однако при встрече наедине Летти говорит Гарри, что она не хочет больше жить, потому что чувствует, что давно уже и так умерла. Кроме того, она рассматривает свою казнь как возмездие Гарри за те унижения, которые она якобы переносила от него с детства. Она говорит Гарри, что ему придётся прожить всю оставшуюся жизнь с ощущением неизгладимой вины и отказывается подтвердить его признание…
Гарри просыпается в кресле, держа пузырёк с ядом в руке. Он выбрасывает его в мусорное ведро, и в этот момент в комнате появляется Дебора. Она сообщает, что решила не выходить замуж за Джона и вернулась к нему. Заходит Хестер и, узнав об этой новости, сердечно поздравляет Гарри и Дебору. Уходя, они просят передать добрые напутствия Летти.

## В ролях
- Джордж Сэндерс — Гарри Мелвиль Куинси
- Элла Рейнс — Дебора Браун
- Джеральдин Фицджеральд — Летти Куинси
- Мойна Макгилл — Хестер Куинси
- Сара Олгуд — Нона
- Сэмьюэл С. Хайндс — доктор Адамс

## Оценка критики
Кинокритик Босли Краузер в «Нью-Йорк таймс» в 1945 году негативно оценил фильм, написав: «Если вы относитесь к тем, кого привлекла бесстыдная развязка со сном в фильме „Женщина в окне“, который вышел несколько месяцев назад, тогда соберитесь духом для другого, ещё более неутешительного удара с необычайно глупым окончанием „Дяди Гарри“. Здесь ещё один предполагаемый убийца просыпается и обнаруживает, что его убийство снова оказалось сном — только на этот раз содержание его сна было не столь захватывающим, как того следовало ожидать… События, которые приводят к сну, являются тусклой и монотонной последовательностью обыденных эпизодов. Сюжет в художественном плане банален, а режиссура Сиодмака удивительно медленна и зажата. Более того, Джордж Сэндерс неудачно выбран на роль, он не создаёт ни чувства застенчивости, ни угрозы от уродливого характера своего персонажа. Джеральдин Фицджеральд исполняет роль злобной сестры, которая создаёт все проблемы в доме, но она выглядит слишком симпатичной и здоровой, чтобы постоянно пребывать в неопределенно-болезненном состоянии. Элла Рейнс слаба в роли нью-йоркской соблазнительницы… Мы опустили кульминацию фильма, потому что не можем найти в себе силы выступить с поддержку столь жалкой уловки. Этот бизнес (кино), вынужденный подчиняться офису Хейса, где убийцы видят в снах свои преступления, становится всё более удручающим. Сны становятся все „хуже“ с каждым разом».
Журнал Time Out дал фильму более позитивную оценку, написав: «Хотя это не столь безумный нуар, как лучшие работы Сиодмака („Леди-призрак“, „Убийцы“, „Плач большого города“), тем не менее, это вполне хичкоковский триллер из жизни маленького городка, продюсером которого выступила бывшая сценаристка англичанина (Хичкока) Джоан Харрисон, представляющий собой впечатляющее психологическое исследование различных форм одержимости. Сэндерс великолепен и необычайно трогателен в роли скромного, наивного дизайнера, который влюбляется в только что приехавшую из большого города Рейнс; Фицджеральд, одна из двух сестёр, с которыми он живёт, интригующий ипохондрик, настолько считающий брата своей собственностью, что готова сделать всё, чтобы разрушить его роман. Довольно традиционная история наполняется глубиной и оригинальностью благодаря присущим Сиодмаку тонким чувству детали и настроения: Рейнс в буквальном смысле вносит цвет в жизнь Сэндерса, накладывая краску на его педантично миниатюрные цветочные узоры, в то время как его сдержанный романтизм проявляется через страсть к астрономии. Грустно (в этом фильме) то, что Сиодмак обременил его финалом, который разрушает сформированную перед этим мрачную атмосферу, но общее впечатление всё равно захватывающее, умное и странным образом критическое по отношению к маленьким и степенным буржуазным устремлениям».